# Anselmo Zarza Bernal
Anselmo Zarza Bernal (4 de junio de 1916 - 15 de abril de 2014) fue un obispo católico en México. 
Fue ordenado sacerdote en 1939. 
Fue el obispo de Linares, Nuevo León de 1962 a 1966, y el obispo de León, Guanajuato, de 1966 a 1992.

## Vida
Asistió al seminario de León y estudió en el Colegio Canónico Pío Latinoamericano de Roma en la Pontificia Universidad Gregoriana de Roma, donde fue ordenado sacerdote el 8 de abril de 1939. 
El Papa Juan XXIII, lo designó el 24 de mayo de 1962, el primer obispo de la diócesis de nueva creación de Linares. 
El Arzobispo de Puebla de los Ángeles, Octaviano Márquez y Toriz, le otorgó a él, el 22 de agosto del mismo año, la ordenación episcopal. Los co-consagrantes fueron el arzobispo de Monterrey, Alfonso Espino y Silva, y el obispo auxiliar Emilio Abascal y Salmerón de Puebla de los Ángeles.
Como Obispo de Linares, participó en las cuatro sesiones del Concilio Vaticano II.